# Norddeutsche Fußballmeisterschaft 1912/13

Logo von Eintracht Braunschweig

Die norddeutsche Fußballmeisterschaft 1912/13 war der achte vom Norddeutschen Fußball-Verband organisierte Wettbewerb. Siegerin wurde Eintracht Braunschweig. Die Eintracht konnte nicht an der Endrunde um die deutsche Meisterschaft teilnehmen, da das norddeutsche Endspiel erst zwei Wochen nach dem Endspiel um die deutsche Meisterschaft stattfand.

## Teilnehmer
| Bezirk         | Teilnehmer                  |
| -------------- | --------------------------- |
| Braunschweig   | Eintracht Braunschweig      |
| Bremen         | Bremer SC (nahm nicht teil) |
| Hamburg-Altona | Victoria Hamburg            |
| Hannover       | Hannover 96                 |
| Kiel           | Holstein Kiel               |
| Lübeck         | Lübecker Turnerschaft       |
| Oldenburg      | Marine SC Wilhelmshaven     |

In diesem Jahr fand außerdem eine „B-Meisterschaft“ statt, in der die Meister der als schwächer angesehenen Bezirke antraten. Mecklenburgs Meister Rostock 95 unterlag im Endspiel der SpVgg. Blankenese (B-Klasse Hamburg-Altona) mit 2:3 nach Verlängerung. Weitere Teilnehmer waren Schleswigs Meister Flensburg 08 sowie der Unterweser-Meister Geestemünder SC.

## Ergebnisse

### Viertelfinale
Gespielt wurde am 20. April 1913. Bremens Meister BSC 91 stand erst nach dem Viertelfinale der norddeutschen Endrunde fest und konnte daher nicht mehr teilnehmen. Victoria Hamburg kam dadurch kampflos weiter. Ein Freilos hatte auch Eintracht Braunschweig. 96 gegen Wilhelmshaven fand in Bremen statt.
|                       | Ergebnis |                         |
| --------------------- | -------- | ----------------------- |
| Hannover 96           | 6:1      | Marine SC Wilhelmshaven |
| Lübecker Turnerschaft | 1:6      | Holstein Kiel           |

### Halbfinale
Gespielt wurde am 18. Mai 1913.
|                        | Ergebnis |                  |
| ---------------------- | -------- | ---------------- |
| Eintracht Braunschweig | 4:1      | Hannover 96      |
| Holstein Kiel          | 0:2      | Victoria Hamburg |

### Finale
Gespielt wurde am 25. Mai 1913 im Victoria-Stadion Hoheluft.
|                  | Ergebnis |                        |
| ---------------- | -------- | ---------------------- |
| Victoria Hamburg | 2:3      | Eintracht Braunschweig |

Eintracht: Theiß – Dette, Buckendahl – Helmke, Zeidler, Fuhse – Schrader, Wald, Harder, Richard Queck, Rudolf Queck.

## Verweise
1. ↑  Jankowski/Pistorius/Prüß: Fußball im Norden. Bremen und Barsinghausen 2005, Seite 293
2. ↑  Neue Hamburger Zeitung vom 19. Mai 1913, Seite 10